# Kołtun

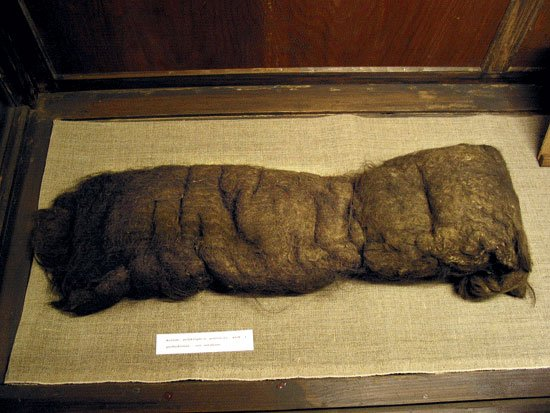
Najdłuższy zachowany kołtun, Muzeum Wydziału Lekarskiego Uniwersytetu Jagiellońskiego

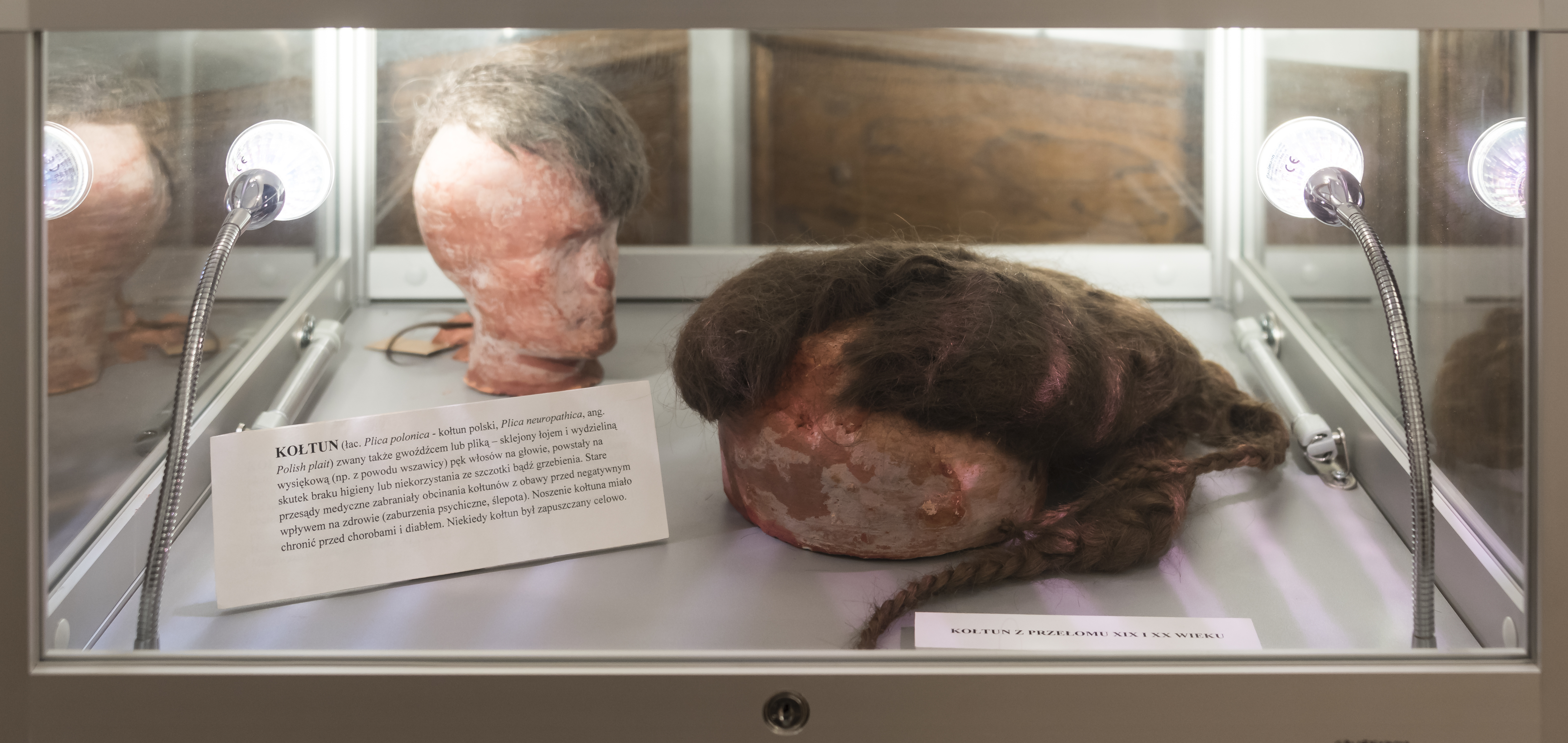
Kołtun na ekspozycji w Głównej Bibliotece Lekarskiej w Warszawie

Kołtun (łac. Plica polonica „kołtun polski”, Plica neuropathica, ang. Polish plait), zwany także gwoźdźcem, goźdźcem lub pliką – sklejony łojem i wydzieliną wysiękową (np. z powodu wszawicy) pęk włosów na głowie, powstały na skutek braku higieny lub niekorzystania ze szczotki bądź grzebienia. Powstawaniu kołtuna sprzyjało także powszechne wśród chłopstwa noszenie czapki. Stare przesądy medyczne zabraniały obcinania kołtunów z obawy przed negatywnym wpływem na zdrowie (zaburzenia psychiczne, ślepota). Noszenie kołtuna miało chronić przed chorobami i diabłem. Najdłuższy zachowany kołtun znajduje się w Muzeum Wydziału Lekarskiego Uniwersytetu Jagiellońskiego, pochodzi z XIX w. i po rozwinięciu ma 1,5 m długości.
Niekiedy kołtun był zapuszczany celowo poprzez intensywne pocieranie włosów i niszczenie przez to ich struktury, co powoduje ich spilśnienie – w tym wypadku nie ma to związku z zaniedbaniami higienicznymi. Dawny kołtun tego rodzaju można porównać do dredów. Takie właśnie celowo hodowane kołtuny noszono na Pińszczyźnie i Mazowszu jeszcze na początku XIX w.
Zygmunt Gloger wspomina, iż kołtun był znany u dawnych plemion germańskich żyjących nad Renem i w dzisiejszej Bawarii, zaś w Polsce mówiło się o nim od końca XVI wieku. Gloger rekomenduje także prace naukowe nt. kołtuna autorstwa J. Dietla (1858) i H. Dobrzyckiego (1877).
Nazwa kołtun to zapożyczenie z ukraińskiego ковту́н (kowtún), które ostatecznie wywodzi się z prasłowiańskiego czasownika *kl̥tati „poruszać, kołysać”, od kołysania się kołtunów (porównaj polskie gwarowe kiełtać się). Od XVII wieku uważano kołtun za chorobę, która miała przybyć na ziemie polskie z Rusi. W pruskich charakterystykach z XVIII wieku używano nazwy Weichselzopf, czyli warkocz znad Wisły.

## Walka z kołtunami
W Krakowie Józef Dietl rozpoczął zwalczanie kołtunów oraz przesądu. Proponował czynić to przez nauczanie ludu, akcje w pismach, stosowanie represji polegających na odmawianiu osobom z kołtunem wstępu do urzędów i szkół, zakazie korzystania z zakładów dobroczynnych oraz dokonywaniu spisów „właścicieli” kołtunów. Wśród ludu rozniosła się wieść, że planuje się opodatkowanie kołtunów, co zniechęcało do ich noszenia.

Natomiast w Warszawie w 1862 profesor Aleksander Antoni Le Brun nakazał niezwłoczne obcinanie kołtunów wszystkim noszącym je pacjentom trafiającym do kliniki chirurgicznej. Zarazem przekonał się, iż to nie wywarło nigdy złego wpływu na ich zdrowie. Le Brun skomentował to w ten sposób: 

Obrońcy kołtuna i na to sobie poradzić potrafili. Mówią, że kołtun, którego obcięcie złych dla chorego nie pociąga skutków, nie jest kołtunem prawdziwym, lub też, że i obcięcie prawdziwego kołtuna jest nieszkodliwe, gdy kołtun ten jest dojrzałym i że trzeba właśnie wiedzieć, kiedy go obciąć... Panowie! Wszystko to są brednie!

Lekiem ludowym stosowanym do usunięcia kołtuna był odwar z wrońca widlastego, który skutecznie eliminuje wszy. Ich pozbycie się powodowało ustanie wydzielania płynu surowiczego z ran po ich ukłuciach, sklejającego włosy.